# جيجي دولين
جيجي دولين هي مصارعة محترفة أمريكية ولدت في 5 يونيو 1997، تعمل حالياً في دبليو دبليو إي في قسم إن إكس تي.

## روابط خارجية
- جيجي دولين على موقع دبليو دبليو إي (الإنجليزية)
- جيجي دولين على موقع WrestlingData.com (الإنجليزية)
- جيجي دولين على موقع CageMatch worker (الإنجليزية)
- جيجي دولين على موقع قاعدة بيانات المصارعة على الإنترنت (الإنجليزية)
- جيجي دولين على موقع عالم المصارعة على الإنترنت (الإنجليزية)